# Кашино (Волоколамский район)
Кашино — деревня в Волоколамском городском округе Московской области России. Население — 709 человек (2010).

## География
Деревня находится в 5 километрах к северу от города Волоколамска, на автодороге Р108 Суворово — Руза. В деревне 5 улиц — Ленина, Нижняя, Полевая, Речная и Рябиновая, зарегистрировано садовое товарищество. Связана автобусным сообщением с районными центрами — городом Волоколамском и посёлком городского типа Лотошино, а также с административными центрами соседних сельских поселений — сёлами Теряево и Ярополец. Ближайшие населённые пункты — деревни Путятино и Масленниково. Вблизи деревни протекает река Сенная.

## Население
| 1852 | 1859 | 1926 | 2002 | 2006 | 2010 |
| ---- | ---- | ---- | ---- | ---- | ---- |
| 318  | ↗367 | ↗523 | ↗694 | ↗695 | ↗709 |

## История

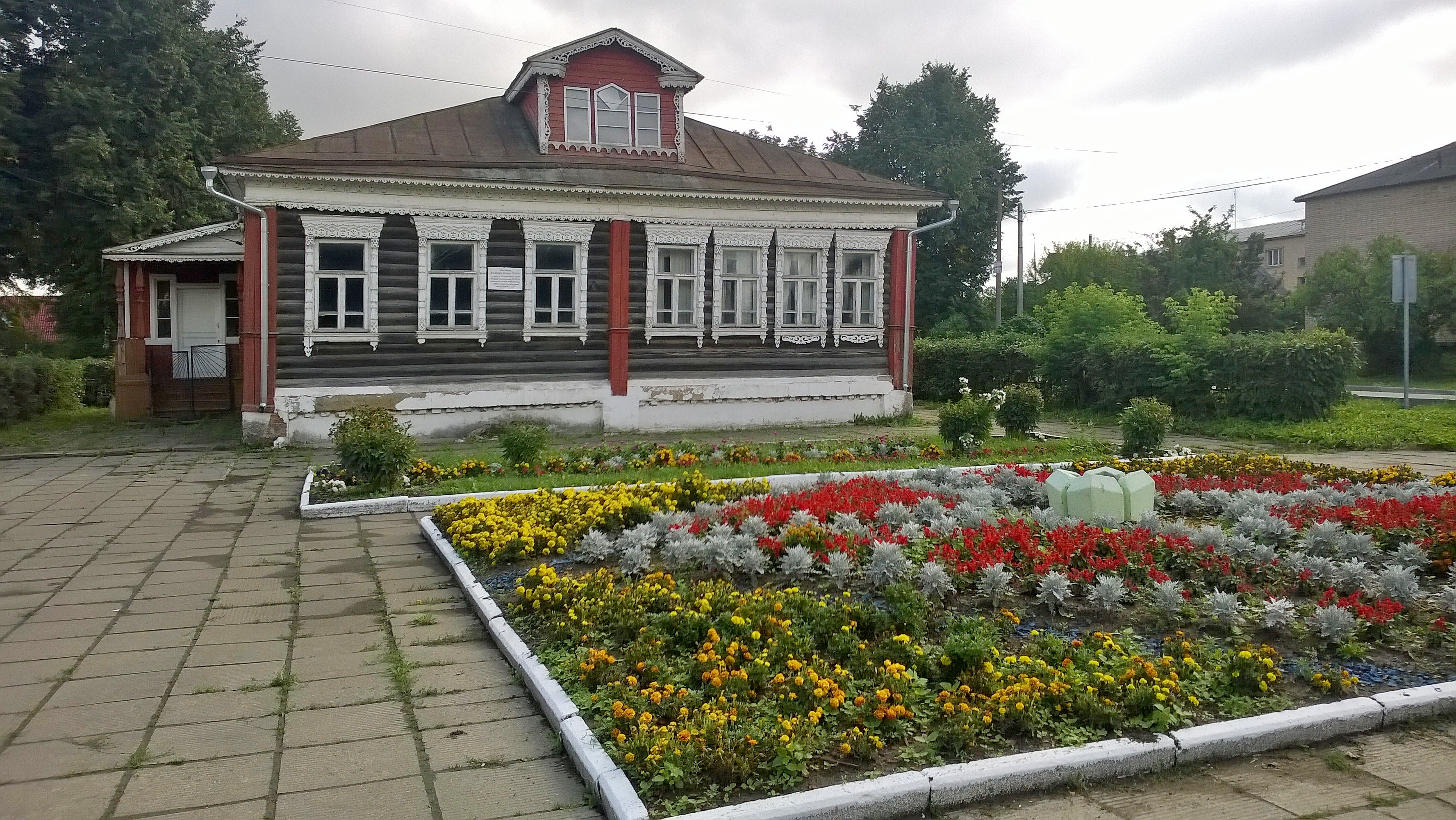
Дом-музей В. И. Ленина

Деревня упоминается в документе середины XVI века.
В «Списке населённых мест» 1862 года Кашино — владельческая деревня 2-го стана Волоколамского уезда Московской губернии по правую сторону Старицко-Зубцовского тракта от города Волоколамска до села Ярополец (до левого берега реки Ламы), в 8 верстах от уездного города, при колодце, с 41 двором и 367 жителями (168 мужчин, 199 женщин).

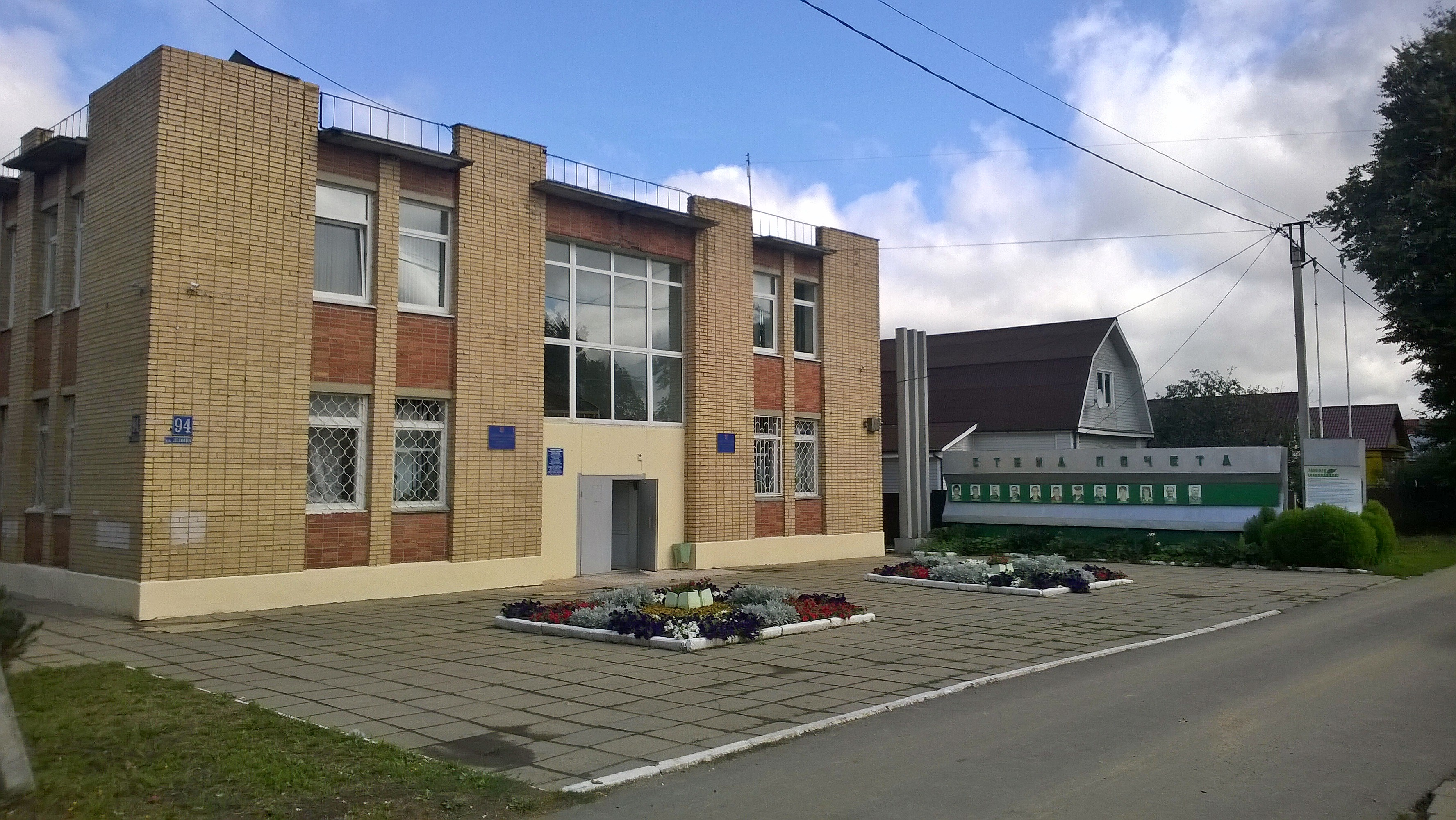
Здание администрации сельского поселения Кашинское

По данным 1890 года входила в состав Яропольской волости Волоколамского уезда, число душ мужского пола составляло 163 человека.
В 1913 году — 79 дворов.
14 ноября 1920 года в Кашине была пущена в эксплуатацию первая в России сельская электростанция. Электростанция была построена силами местных крестьян. На открытии электростанции присутствовал В. И. Ленин, который помог строительству деньгами, и Н. К. Крупская.

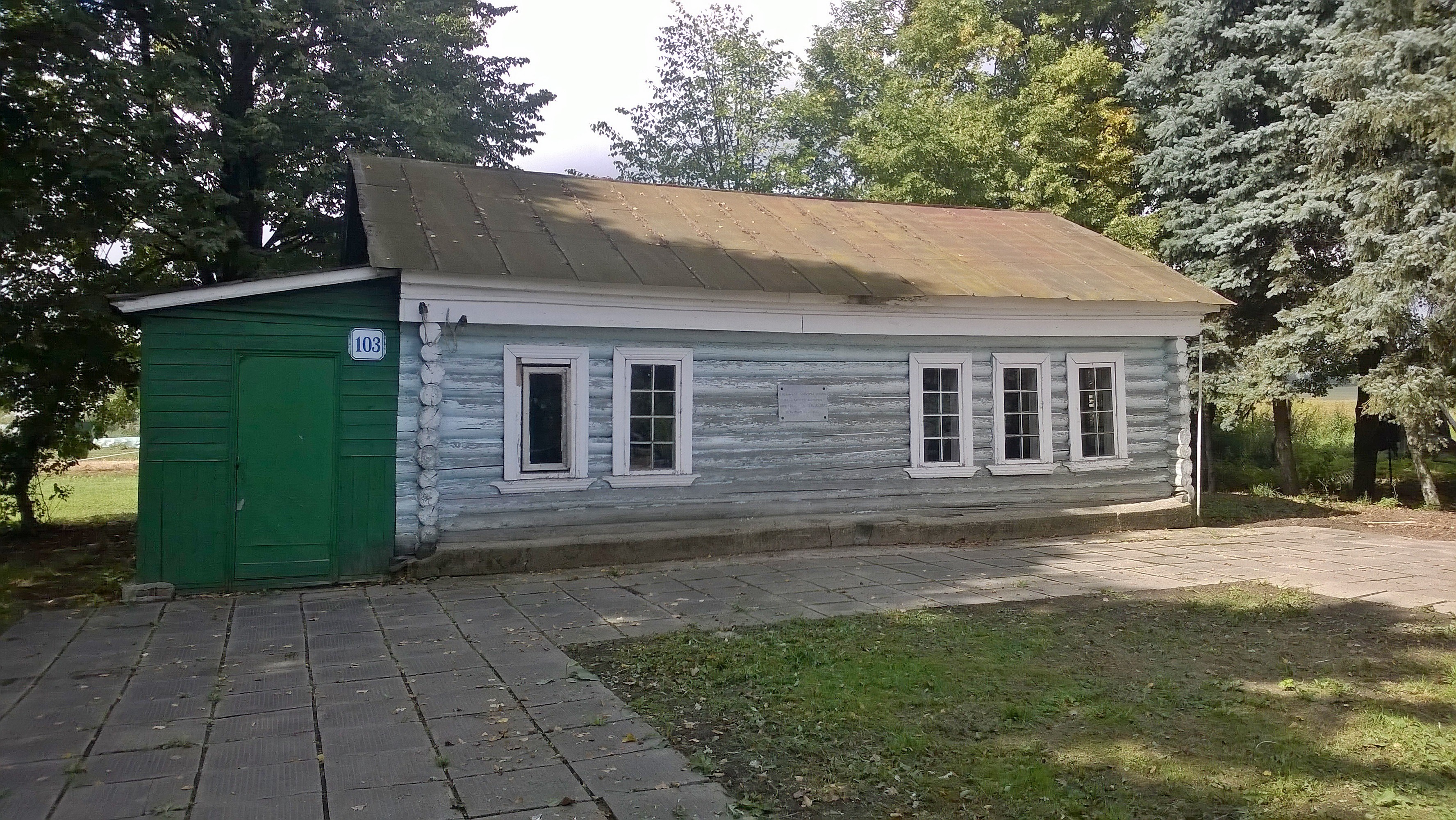
Кашинская электростанция, на открытии которой присутствовал В. И. Ленин

До 1990-х в здании бывшей электростанции находился небольшой музей. Памятник Ленину и место, где находилась электростанция, являются памятниками истории.
Жители Кашина считают, что именно в их деревне родилось выражение «лампочка Ильича».
В 1924 году деревня стала центром Кашинского сельсовета, образованного путём выделения из состава Путятинского сельсовета.
По материалам Всесоюзной переписи 1926 года — центр Кашинского сельсовета, проживало 523 жителя (233 мужчины, 290 женщин), насчитывалось 93 крестьянских хозяйства.

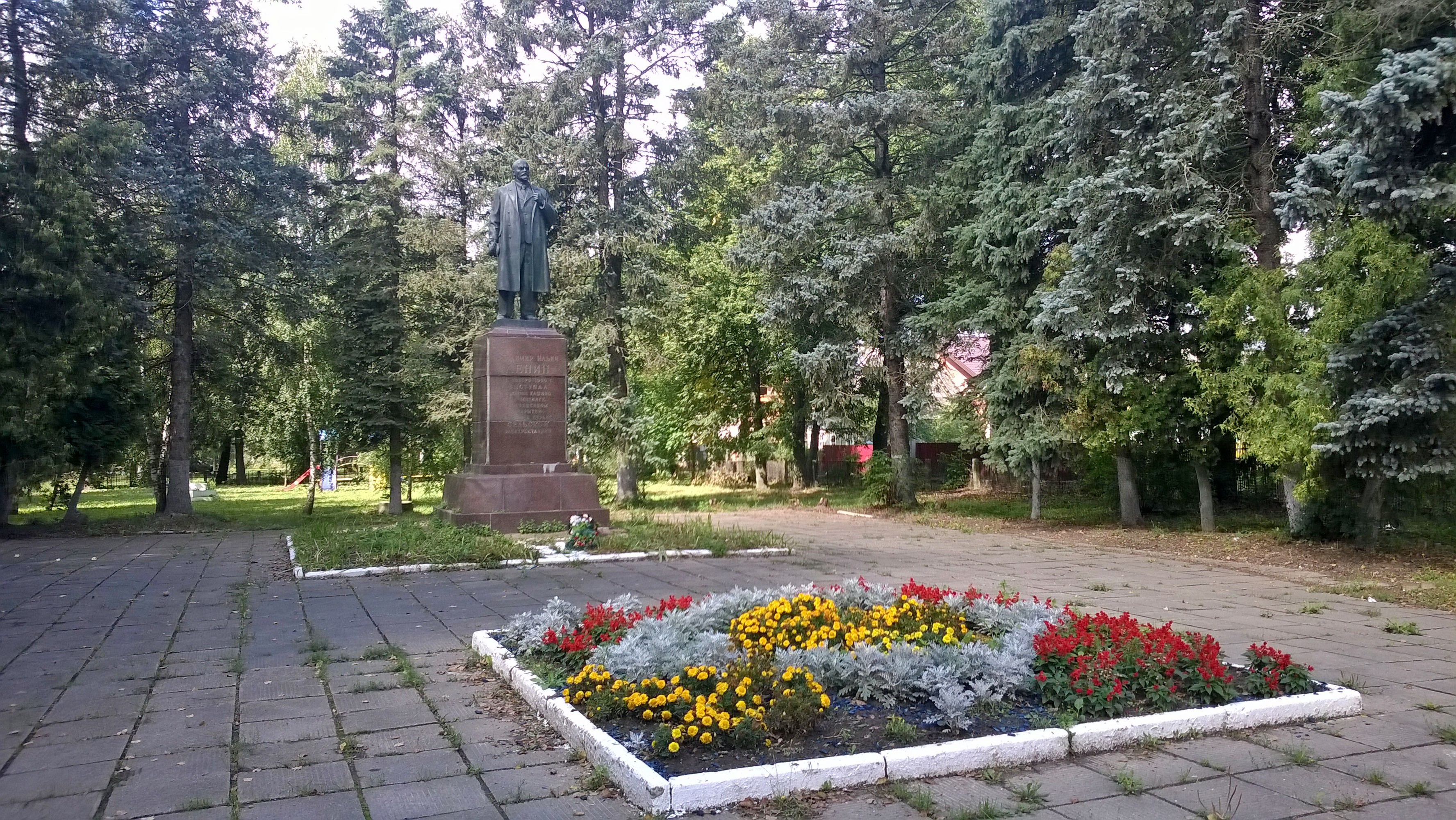
Памятник Ленину

С 1929 года — населённый пункт в составе Волоколамского района Московского округа Московской области. Постановлением ЦИК и СНК от 23 июля 1930 года округа́ как административно-территориальные единицы были ликвидированы.
1963—1965 гг. — в составе Волоколамского укрупнённого сельского района.
В 1994 году Московской областной думой было утверждено положение о местном самоуправлении в Московской области, сельские советы как административно-территориальные единицы были преобразованы в сельские округа.
1994—2006 гг. — центр Кашинского сельского округа.
В 2006 — 2019 годах — административный центр сельского поселения Кашинское Волоколамского муниципального района Московской области.

## Известные люди
В деревне родилась святая Русской православной церкви Екатерина (Черкасова).